# Llac de Lesina
El Llac de Lesina (en llatí: Lacus Pantanus) és un llac d'aigua salada situat en territori italià, al nord de la Puglia, entre una plana anomenada Tavoliere delle Puglie i un penyal anomenat Garganot. Una estreta franja de terra el separa de la mar Adriàtica.

## Morfologia
Aquest llac costaner es va formar en part per l'acumulació de sediments al·lòctons arrossegats de les rieres provinents de la part alta de la conca hidrogràfica i en part per l'acumulació de sediments autòctons provinents dels marges del mateix llac, els quals van acabar barrant el pas del flux d'aigua que antigament desembocava a la mar.
S'estén en una llargada d'uns 22 km i té una amplada de 2,4 km, la superfície pot variar en temporades, però generalment té 51,4 km². És el novè llac italià per les seves mesures i el segon del sud d'aquest país. La barreja de les aigües de la conca amb les aigües de l'onatge marí fan que siguin salades. De fet comunica amb la mar Adriàtica a través de dos canals: l'Acquarotta i el Schiapparo. La terra que separa el llac de la mar és una duna anomenada Bosco Isola que té una amplada d'entre 1 i 2 i una llargada d'uns 16 km.
Hi ha nombrosos torrents que asseguren al llac de Lesina una discreta aportació d'aigua dolça, en segon lloc hi ha un mantell freàtic d'on puja aigua i en tercer lloc s'alimenta de les precipitacions. La seva profunditat mitjana varia entre els 0,7 metres els 2 metres.

## Fauna
Les seves aigües està poblades sobretot d'anguiles, font important d'ingressos per la propera ciutat de Lesina.Però també hi ha altres espècies de peix: llobarro, orada, llenguado nassut i llissa llobarrera.

## Entorn natural
A la part oriental del llac està la Reserva natural del Llac de Lesina, una àrea natural protegida per l'estat italià des del 1981. Aquesta reserva ocupa una superfície de 930 hectàrees i els seus objectiu no és només el de la conservació de la vegetació sinó també el de la repoblació amb animals autòctons.
Dins l'àrea està el Centre per visitants del Parc Nacional del Gargano "Laguna di Lesina", gestionat per la LIPU (lliga italiana de protecció dels ocells).

## Anècdotes històriques
Segons conta l'historiador Matteo Fraccacreta, el 1089 els homes del comte Petrone van abusar de les damisel·les de Matilde de Canossa, quan estava de pas, i ella, per castigar-los, els va fer llançar al llac de Lesina perquè els ataquessin les anguiles.
Les anguiles de Lesina, considerades com a plat suculent, es van fer famoses quan l'emperador Frederic II, el 1240, va encomanar per carta que li'n portessin unes quantes perquè les preparés a la skipeciam, el seu cuiner personal.

## El museu del llac de Lesina
A la ciutat de Lesina està el museu del llac que té 14 aquaris on es poden veure moltes espècies de peixos que habiten el llac i una exposició sobre les antigues eines de pesca i tècniques tradicionals locals. Hi ha una sala de la Biblioteca municipal, anomenada Raffaele Centonza, on es mostren troballes arqueològiques que es van trobar casualment després d'una neteja d'algues que es va fer al llac. Sota els sediments llimosos hi havia set tombes, tallades en pedra calcària, que contenen objectes funeraris que daten entre els segles VIII aC i el segle iv aC]